# المجلس القومي للصحافة (السودان)

## نبذة تعريفية
صدرت عدة قوانين منظمة للعمل الصحفي في السودان لعل أولها كان في عهد الاستعمار وذلك في سعي منه للسيطرة علي الحريات التي منحت من أجل إصدار الصحف وذلك في محاولة منه لكبح جماح الوعي الوطني والوقوف في وجه الحركة الوطنية وقد صدر أول قانون في العام 1930 وقد استمر هذا القانون إلى ما بعد الاستقلال حيث صدرت لائحة تعديل في العام 1965وتبعتها عدة لوائح منظمة للعمل الصحفي إلى أن صدر أول قانون في العام 1973.وقد تبعته عدة قوانين وهي علي التوالي (1973-1406هـ -1993- 1999 عدل في العام 2001 – 2004 وقد آخر هذه القوانين في العام 2009) وقد وجد كل قانون حظه من النقد والترحيب والشاهد أن هذه القوانين قد عملت علي تنظيم مهنة الصحافة والارتقاء بالمستوي المهني للمشتغلين بمهنة الصحافة وذلك من خلال تقديم خدمة صحفية ترضي القارئ ويظهر ذلك من خلال الاهتمام ببيئة العمل للمؤسسات الصحفية وضمان وضع حد أدنى لأجور الصحافيين والعاملين بالمؤسسات الصحفية، أما قانون الصحافة لسنة 2009 فقد جاء متماشياً مع الدستور العام للبلاد في منح المزيد من هامش الحرية كما منح الاتحاد العام للصحافيين حقه في منح السجل الصحفي علي أن يمارس المجلس سلطته في وضع المعايير المهنية والشروط اللازمة لتسجيل الصحفيين بالتنسيق مع الاتحاد العام للصحفيين السودانيين. وقد اقتصر أداء المجلس علي الصحافة ومعيناتها فقط بصدور قانون الصحافة لسنة 1999 ليصبح بذلك المجلس تحت مسمى المجلس القومي للصحافة والمطبوعات الصحفية بدلاً عن مجلس الصحافة والمطبوعات الصحفية.
والمجلس هو هيئة مستقلة ذات شخصية اعتبارية وخاتم عام وله حق التقاضي باسمه تحت أشراف رئاسة الجمهورية وله رئيس غير متفرغ وأمين عام متفرغ، ويتم تشكيل المجلس القومي للصحافة والمطبوعات الصحفية بقرار من رئيس الجمهورية ويراعي في تشكيله تمثيل الصحفيين والناشرين وأصحاب المطابع، الموزعين، الشخصيات القومية والمرأة مع مراعاة تنوع المجتمع السوداني وذلك علي النحو التالي :
- ستة أعضاء يعينهم الرئيس من الخبراء والمختصين.
- خمسة أعضاء من المجلس الوطني.
- ثمانية يمثلون الصحفيين ويتم اعتماد النتيجة بواسطة مسجل عام تنظيمات العمل.
- عضوان يمثلان أصحاب المطابع ودور التوزيع)

تتكون أجهزة المجلس من (هيئة المجلس – الأمانة العامة – اللجان المتخصصة).
أما الأمانة العامة تتكون من الأمين العام والعاملين بها، ويصدر المجلس قراراً بتشكيلها واختصاصاتها ويكون الأمين العام هو أعلى سلطة تنفيذية وإدارية بها.
اللجان المتخصصة للمجلس: يتم تشكيلها للنظر في الطلبات المقدمة إليه وتسهم في انسيابية الطلبات وإبداء الرأي والمشورة حولها، وهي :
-	لجنة الصحافة ومراكز الخدمات والمطبوعات الواردة.
-	لجنة الشكاوي وتسوية النزاعات.
-	لجنة بناء القدرات الصحفية.
-	لجنة الطباعة والتوزيع والإعلان.
-	لجنة الحريات وأخلاقيات المهنة.
- إدارة الصحافة (- قسم السجل الصحفي، قسم المؤسسات الصحفية، قسم الرصد الصحفي

## قوانين الصحافة
- أول قانون في العام 1930
- قانون العام 1973
- قانون العام 1996

## الأمناء العامين
-	في يوليو 1983م تم إنشاء أول وظيفة تنفيذيه للمجلس وهي وظيفة الأمين العام للمجلس القومي للصحافة والمطبوعات بدرجة نائب وكيل الأمين العام مسئول لدي الوزير بإدارة المجلس عن طريق الأمانة ألعامه والقيام بواجباتها وفقاً للقرارات واللوائح التي يصدرها المجلس ويقوم بتنفيذ سياسية المجلس وإعداد تقرير سنوي وإعداد ألميزانيه وتصديق الشئون المالية في حدود الميزانية المصدقة بالإضافة إلي الإشراف علي أداء العاملين بالمجلس والإشراف علي إدارة الشعب المختلفة الموجودة آنذاك.
والأمناء العامين الذين تعاقبوا علي الأمانة العامة هم علي حسب الأسبقية الزمنية.
-	الأستاذ/ السيد المعتصم 1983-1990م
-	الأستاذ/ عزالدين محمد حسن 1990م
-	الأستاذ/ إمام علي الشيخ 			1990-1993م
-	الأستاذ/عبد الرحمن إبراهيم 	1993-1996م
-	د عثمان أبو زيد 	1996 -1999
-	الأستاذ/عبد العظيم عوض 		1999-2000م
-	الأستاذ / العبيد المروح 		2000-2002م
-	د.هاشم محمد محمد صالح 		2002- 2009
-	الأستاذ: العبيد أحمد مروح <2009 /2015
- دهشام عباس 2015 -

## نوفمبر 2009
اجاز القطاع السيادي بمجلس الوزراء في اجتماعه الدوري صباح يوم 17/3/2009م برئاسة الفريق ركن بكرى حسن صالح وزير رئاسة الجمهورية مشروع قانون الصحافة والمطبوعات الصحفية تعديل سنة 2009م قدمه د.كمال محمد عبيد وزير الدولة بالإعلام والاتصالات، توطئة لرفعه لمجلس الوزراء. وقد صرح د.كمال عبيد بأن القانون تناول بعض القضايا المتعلقة بحريات الصحافة الواردة في الدستور الانتقالي لعام 2005م، كما أن القانون أعاد النظر في تشكيل المجلس القومي للصحافة والمطبوعات بزيادة العضوية، ومشاركة شركاء العمل الصحفي في الجهاز التنفيذي واتحاد الصحفيين والناشرين، مشيراً إلى أن مشروع القانون راعى الترتيبات التي ينبغي أن يضطلع بها الصحفي في أداء وظيفته والعوامل المساعدة لقيام الصحفي بواجباته باعتبارها قضايا تستحق أن تراعى فيها حصانات أساسية للصحفي للقيام بمهمته. قد أضاف القانون إلى مرجعيات العمل الصحفي ميثاق الشرف الصحفي الذي يصدر عن اتحاد الصحفيين وتم التوافق عليه. من جهة أخرى أجاز القطاع السيادي مرسوم مؤقت لقانون الإجراءات المدنية تعديل سنة 2009م ومشروع قانون الإجراءات الجنائية تعديل سنة 2009م قدمهما الأستاذ/عبد الباسط سبدرات وزير العدل توطئة لرفعهما لمجلس الوزرا 
المجلس مسئول مسئولية كاملة عن كل مايصدر في الصحف السودانية اليومية ومن الامثلة للصحف السودانية اليومية صحيفة قوون وهي صحيفة رياضية شاملة توجد بها أخبار الرياضية السودانية وبعض من أخبار الرياضة العالمية

## الصحف السودانية
الصحف السياسية
- اخر لحظة
- الرائد
- الاحداث
- الراي العام
- الصحافة
- السوداني
- الأهرام اليوم
- الوطن
- الوفاق
- الايام
- الانتباهة
- أخبار اليوم
- اجراس الحرية

 الصحف الاجتماعية
- حكايات
- الدار

 الصحف الرياضية
- الصدي
- قوون
- الشاهد
- الهلال
- المريخ
- حبيب البلد
- سوكر

## روابط خارجية
1. الموقع الرسمي لمجلس الصحافة
2. وزارة الاعلام السودان